# باباداغ
شهر باباداغ (به رومانیایی: Babadag) در شهرستان تولچه در کشور رومانی واقع شده‌است. جمعیت این شهر ۱۰٬۸۷۸ نفر  است.